# Creu Trencada (Sant Cugat del Vallès)
La Creu Trencada és una creu de terme de Sant Cugat del Vallès (Vallès Occidental) situada als jardins de llevant del monestir de Sant Cugat, a la cruïlla del passeig de Francesc Macià amb el carrer de la Torre i el carrer de la Creu.

## Descripció
A la part superior hi ha la creu, pròpiament, que és de pedra. És una creu llatina, de 70 x 60 cm i 15 cm de gruix, amb els braços de secció vuitavada. Està esculpida pels dos costats: en una cara hi ha el Crist i, a l'altra, la Mare de Déu amb el Nen Jesús. A la part inferior, la base i la columna de la creu han estat confeccionades amb acer patinable.

## Història
En aquest entorn ja hi ha documentada una creu al segle XVI. Estava estava situada en el camí de Cerdanyola a Montcada, a llevant del monestir de Sant Cugat. El 1786 fou col·locada sobre la tanca dels horts del monestir. Durant la Guerra Civil espanyola la creu va ser enderrocada. Poc després, a la dècada de 1940, mossèn Antoni Griera, president del patronat del Monestir de Sant Cugat, va encarregar a l'escultor Antoni Agraz una nova creu per col·locar-la a la muralla del monestir, en substitució de l'anterior. Aquesta creu, motllurada, estava feta amb pedra artificial i ciment. L'interior era ciment bast, i l'exterior era fet amb ciment griffi.
El 1968 va ser enderrocada una part de la tanca del monestir i la creu va ser recollida per un membre del Club Muntanyenc. L'any 2003, amb motiu de l'adequació dels jardins de llevant del monestir, i a petició de la comissió de patrimoni del municipi, la creu va ser instal·lada a la via pública sobre una columna d'acer patinable, seguint el projecte dels arquitectes Fierro i Montcau. Incloïa el collarí de la creu que uneix les dues parts, de datació desconeguda.
El 4 de juny de 2011 un vehicle es van encastar contra la creu, que es va tornar a trencar, i no se'n van conservar les restes. Aleshores, entre els anys 2011 i 2012, l'artista Pep Codó en va fer una rèplica en formigó. El collarí de la creu es conserva al Museu de Sant Cugat.